# Аминов, Густав Фёдорович
Густав Фёдорович Аминов (швед. Gustaf Aminoff; 6 апреля 1771 — 25 декабря 1836) — шведский военный и российский государственный деятель.

## Биография
Густав Аминов родился в шведской дворянской семье русского происхождения, входившей в число так называемых шведских бояр. Сын майора Карла Фредрика Аминоффа и Юлианы Виндинг.
В декабре 1783 года Густав Аминов поступил добровольцем в Саволакский пехотный полк.
В 1788 году Аминов окончил военное училище Хаапаниеми. 19 августа 1789 года произведён в фенрики.
с 1788 по 1790 год принял участие в русско-шведской войне 1788 года. Участвовал в битвах под Пуумалой, Партакоски и Пирттимяки.
25 февраля 1793 произведён в корнеты, 7 февраля 1796 года получил чин лейтенанта полка.
17 апреля 1796 года получил звание капитана и адъютанта шведского короля Густава IV Адольфа. 26 апреля 1796 года произведён в майоры и старшие адъютанты.
22 февраля 1798 года назначен секунд-майором в Карельский драгунский полк, а 30 сентября 1799 года произведен в премьер-майоры.
1 марта 1805 года награждён рыцарским крестом ордена Меча.
10 мая 1805 года произведён к подполковники армии и назначен командиром Карельского егерского полка. 
29 июля 1809 года произведён в полковники, принял участие в русско-шведской войне 1808 года.
В 1810 году был назначен комендантом шведской крепости Ваксхольм. 26 июня 1810 года ушёл в отставку в звании генерал-майора, так как 2 марта 1810 года перешёл на русскую службу и был назначен губернатором Саволакс-Карельской губернии.
9 февраля 1818 года награждён орденом Святой Анны 1-й степени. Ушёл в отставку 3 июля 1827 года.
Род Аминовых внесён в рыцарский матрикул Великого княжества Финляндского под № 36.
Густав Аминов умер в Руовеси 25 декабря 1836 года.

## Награды
- Орден Меча, рыцарский крест (RSO1kl) (1 марта 1805, королевство Швеция)
- Орден Меча, рыцарский крест с брошью в виде меча (RmstkSO1kl) (3 июля 1809, королевство Швеция)
- Орден Святой Анны 1-й степени (9 февраля 1818, Российская империя)